# Eupithecia xylopsis
Eupithecia xylopsis là một loài bướm đêm trong họ Geometridae.